# 포조피첸체
포조피첸체(이탈리아어: Poggio Picenze)는 이탈리아 아브루초주 라퀼라도에 있는 코무네이다. 라퀼라로부터 17km 거리에 있다.